# Berjosa (Kursk)
Berjosa (russisch Берёза, dt. „Birke“) ist ein Dorf im Bezirk Dmitrijewski in der Region  Kursk. Der Ort ist Teil des Dorfrats von Starogorodski. Der Ort wurde 1628 anlässlich der Einweihung der hölzernen St.-Nikolaus-Kirche erwähnt, die 1711 durch ein neues Kirchengebäude aus Holz ersetzt wurde. 1801 erfolgte ein weiterer Neubau aus Stein, jedoch ist auch diese Kirche nicht mehr erhalten.

## Lage

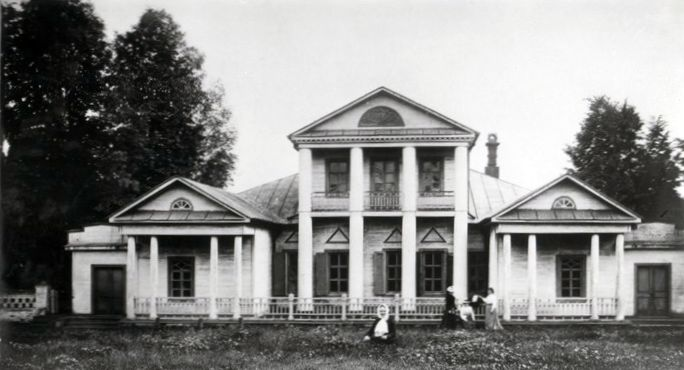
Haus der Wolschin-Grundbesitzer im Dorf Bereza (1901)

Der Weiler liegt südlich des Bachs Schurawka, der linksseitig in die nahegelegene Swapa einmündet. Nördlich befinden sich die Orte Krasnaja Gora (russisch Красная Гора) und Schirnowka (russisch Жирновка), westlich der Ort Puschkarewo (russisch Пушкарево) und südlich die Siedlungen Dolbilowka (russisch Долбиловка), Losy (Kursk) (russisch Лозы) und Rschawez (russisch Ржавец).